# Nederlandse eetcultuur

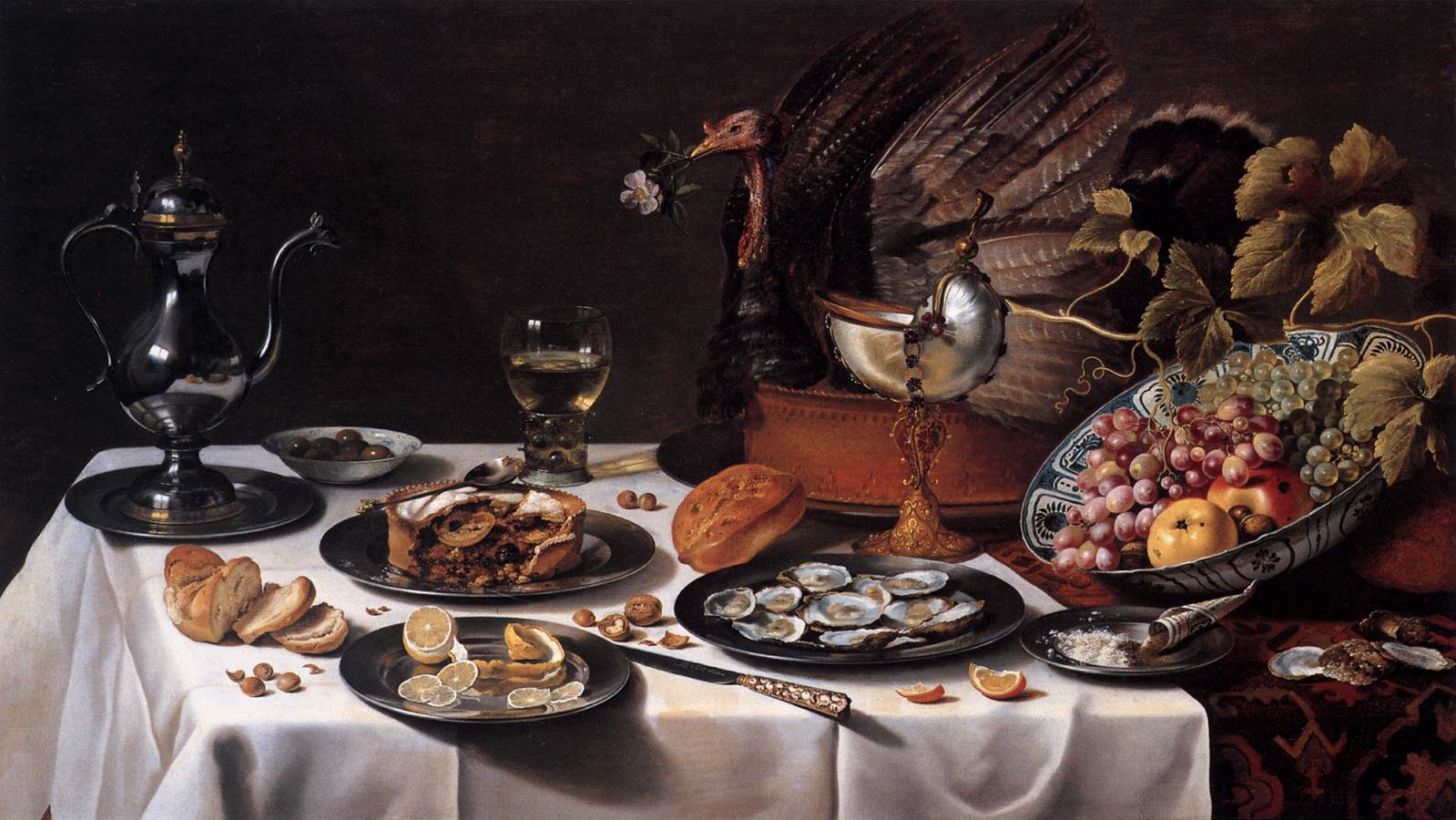
Pronkstilleven met kalkoenpastei, vruchten, oesters en pastei, kan, brood en nautilusbeker, op een oosters kleed met wit servet (1627, Pieter Claesz.)

De Nederlandse eetcultuur omvat de eetgewoonten en -gebruiken in het gebied dat sinds 1830 Nederland heet. Alhoewel een bekend Nederlands spreekwoord luidt: wat de boer niet kent, vreet hij niet, is de Nederlandse keuken in de loop van de eeuwen sterk beïnvloed door andere keukens.

## Oudheid
Schriftelijke bronnen over het eetpatroon in het gebied dat nu Nederland heet, komen van Romeinse schrijvers. De Romeinen heersten hier tussen ongeveer 50 voor Christus en 400 jaar na Christus. 
Veel voedsel werd betrokken uit de landbouw. De veeteelt bracht vlees voort van runderen, schapen, geiten en varkens, van sommige dieren melk, en ook kaas. Akkerbouwproducten waren tarwe, gerst, gierst, haver, in mindere mate rogge, erwten, bonen en vlas voor olie en vezels. Ook werd er fruit gegeten. 
Gejaagd werd op ganzen, eenden, patrijzen, houtsnippen, hazen en herten, gevist op zoetwatervissen als brasem, paling, snoek, baars, steur en zalm en soms op zeevis als makreel. Ook was er oogst uit bijvoorbeeld bossen, zoals vruchten en noten.

## Middeleeuwen
Het voedsel van rijken verschilde  in de Middeleeuwen net als in voorgaande perioden nogal van dat van de armen. De maaltijden van de rijken waren overvloedig en omvatten een keur aan soorten vlees en gevogelte, naast allerlei zuivelproducten, zoals kaas, en luxere brood- en papsoorten. Voor de armeren bestond het eten vooral uit eenvoudige pap of brij, roggebrood en weinig vlees. Pap of brij bestond in allerlei varianten. Vaak vormde gerst de basis voor de papmengsels, soms boekweit of haver. Pap was voor de meeste mensen de basismaaltijd, omdat het eenvoudig was te bereiden. Vaak was er alleen een kookpot om voedsel te maken. Brood was moeilijker omdat het gebakken moest worden. Van de in de kookpot bereide gerechten waren verschillende namen, potspijs, sop, potage, pottagie, ketelkost, hutspot, brij en pap. Bij pap en brij was er geen vlees, bij de andere vaak wel. Een ander eenvoudig gerecht was een gekookt mengsel van meel en melk, op smaak gebracht met salie, tijm, reuzel en een snufje zout.
Ook tot het voedsel behoorden gekookte erwten en bonen, met ui, selderij en zout, soms ook met een stukje gezouten vlees. Daarnaast waren wortelgroenten belangrijk, vooral pastinaak, en ook wel biet, raap en koolsoorten. Overigens werden er in deze periode weinig groenten gegeten. Indien beschikbaar en betaalbaar at men soms ook vis, weekdieren, hert, rund, eieren, melk, kaas en fruit.
Het eten van de gewone bevolking werd op smaak gebracht met ui, zout en honing. De rijke elite gebruikte veel specerijen in hun gerechten, ten dele als statussymbool. Specerijen en andere smaakmakers zoals rietsuiker, kaneel, gember en nootmuskaat waren duur doordat deze moesten worden geïmporteerd uit Zuid- en Zuidoost-Azië, vooral via de Italiaanse havensteden Venetië en Genua. Als olie gebruikte men in de middeleeuwen lijnzaadolie en olijfolie.
Ook wat betreft de dranken was er een duidelijk verschil  tussen de rijken en armen. De allerarmsten dronken water. Anderen dronken bier dat goedkoper was dan wijn en schoner was dan water. Dit vrij lichte bier werd de hele dag gedronken. Voor feesten werd er sterker bier gebrouwen. De rijken dronken verschillende soorten wijn. Melk werd voornamelijk voor de bereiding van kaas en boter gebruikt. Veel later, vanaf de 16e eeuw, werden zuiveldranken als wei, karnemelk en melk populairder.
Al met al vormden granen, vooral de eenvoudig te verbouwen soorten als rogge, in deze periode een belangrijk onderdeel van het voedselpatroon, als basis voor pap, brood en bier.

## Eerste kookboeken

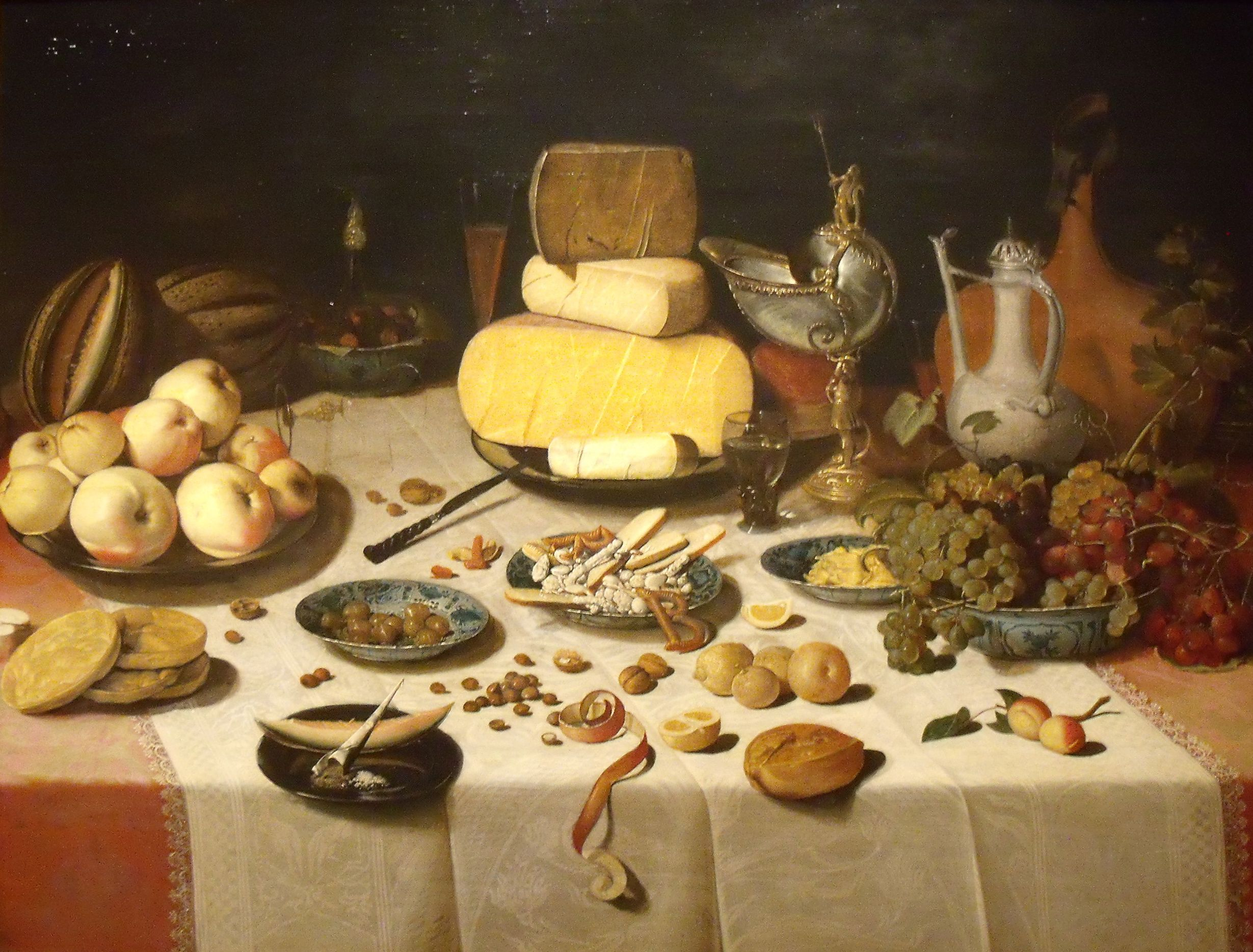
Stilleven met kaas, noten en fruit door Floris van Dyck

Het oudste Nederlands(talige) kookboek dateert uit circa 1514 en is genaamd Een notabel boecxken van cokeryen. Dit boek werd in Brussel gedrukt werd door Thomas van der Noot en omschrijft middeleeuwse recepten voor feestelijke gelegenheden, zoals sauzen, wild, gelei, vis, vlees, pasteien, eieren, zuivelgerechten, alsook gekonfijte kweepeer en gember. Tevens bevat dit het oudst bekende recept voor appeltaart. Een notabel boecxken van cokeryen bevatte 175 recepten, waaronder veel vereenvoudigde recepten van de Fransman Taillevent.
Toen in de Republiek der Zeven Verenigde Nederlanden de Gouden Eeuw aanving werden ook voor de welgestelde middenklasse luxere gerechten bereikbaar, vaak bestaande uit een rijke verscheidenheid aan fruit, kazen, vlees, wijn en noten. In die tijd verscheen De verstandige kock of sorghvuldige huyshoudster (1667), een kookboek voor de elite. Door de nieuwe welgestelden die geen jachtrechten hadden, werden tevens zangvogels zoals spreeuwen, vinken en merels genuttigd, een gebruik dat pas in de 20e eeuw ten einde kwam.

## Na de ontdekkingsreizen

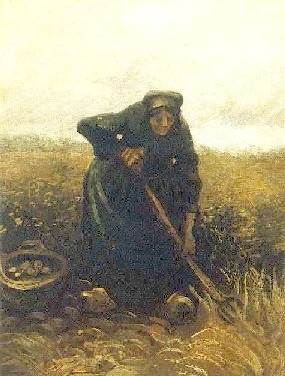
Aardappelrooister (Vincent van Gogh)

De Nederlandse keuken werd lange tijd mede bepaald door invloeden van overheersers en invloeden via de adel. Na 1600 kwamen ook de wingewesten in Azië, Afrika en Amerika daarbij. Veel veranderingen in de keuken traden op na de Columbiaanse uitwisseling. Belangrijk was de komst van de aardappel, die zich na het begin van de 18e eeuw geleidelijk aan ontwikkelde tot volksvoedsel. Specerijen speelden een steeds grotere rol in de Nederlandse keuken. Ze werden bijvoorbeeld gebruikt in allerhande gebak en bij de bereiding van vlees en groenten.

## Conserveren
Net als veel andere keukens was de Nederlandse keuken lange tijd afhankelijk van de opbrengst van de oogst in de verschillende seizoenen. Zo waren er zomer- en wintergerechten. Daarnaast werd veel van de in de zomer en herfst geoogste vruchten en groenten geconserveerd, bijvoorbeeld ingemaakt (vruchtenjam, stoofpeertjes, boerenjongens), op zuur gezet ((zuur)kool, uien en augurken) of gezouten (zoute bonen). Ook vlees en vis werden geconserveerd, door deze te pekelen, te roken of te drogen. Mensen van adel, bakkers en bierbrouwers hadden vaak koelruimtes, soms met ijs gevuld en gelegen in bossen. Anderen, bijvoorbeeld boeren, hadden voor de opslag een zogenaamde 'koude kelder' of andere gekoelde ruimte. Dit veranderde toen de koelkast een betaalbaar en gangbaar huishoudaccessoire werd en de wereldhandel en welvaart toenamen.

## Twintigste eeuw
De soberheid van de Nederlandse keuken duurde voort tot in de 19de en de 20e eeuw. Meisjes die, vooral na invoering van de leerplicht, onderwijs gingen volgen kwamen vaak terecht op de huishoudschool. Daar werden ze geschoold in het bereiden van betaalbare en eenvoudige maaltijden, veelal gestoeld op de traditionelere Nederlandse gerechten. Dit droeg niet bij aan het ontstaan van meer veelvormigheid van de Nederlandse eetgewoonten. Waarden die op de huishoudschool werden bijgebracht waren zuinigheid, goede tafelmanieren en gezonde voeding.
Uit de Indonesische keuken zijn in de tweede helft van de 20e eeuw diverse gerechten overgenomen, vaak aangepast aan de smaak van de Nederlanders, en met de Chinese keuken vermengd tot de Nederlandse Chinees-Indische keuken. Vooral eenvoudige nasi- en bamigerechten werden populair. Ook uit de Surinaamse keuken worden wel gerechten bereid, waaronder BB met R (bruine bonen met rijst).
In de laatste decennia van de 20e eeuw veranderde de Nederlandse keuken, mede door invloeden uit landen rond de Middellandse zee. Zo bracht de Italiaanse keuken de pizza en pasta, de Spaanse keuken paella, tortilla en tapa en de Griekse keuken moussaka, gyros, souvlaki en tzatziki. Later volgden Turkije, het Midden-Oosten, India en Noord-Afrika met gerechten als  shoarma (Midden-Oosten), naan (India) en döner kebab (Turkije), soms resulterend in nieuwe fusiegerechten als de pizza shoarma en kapsalon. Dit betekende dat ook bepaalde ingrediënten hun intrede deden of populairder werden, bijvoorbeeld aubergines, courgettes, artisjokken en couscous. 
Ook verschoof het eetpatroon. Zo werden de tijdstippen van de maaltijden flexibeler. De noodzaak en de mogelijkheid om de warme maaltijd 's middags te eten verdwenen. Met het voor een flink deel verdwijnen van de agrarische cultuur ten gunste van industrie en dienstverlening, het verdwijnen van lange lunchpauzes in de meeste sectoren en de invoering van het continurooster op de basisscholen, is in grote delen van Nederland de warme hoofdmaaltijd verschoven naar de avond, de avondmaaltijd.